# Jaakko Salovaara
Pour les articles homonymes, voir Salovaara.
Jaakko Salovaara, qui utilise aussi le pseudonyme JS16, est un musicien et producteur né en 1975 à Turku en Finlande. Il est le producteur de musique finlandais qui a eu le plus de succès international, notamment grâce aux réussites de Bomfunk MC's et Darude. Il est également un des pionniers de la "club music" (musique électronique diffusée en discothèque) finlandaise.
Il sort son premier single, le vinyle Hypnosynthesis, en 1991 à l'âge de 16 ans. En 1998, il sort Stomping System, un album de musique "dance/club", sous son propre label Salovaara's records mais en utilisant comme nom d'artiste le pseudonyme JS16. Extraits de l'album, les titres Stomp to My Beat et Love Supreme retiendront l'attention du public finlandais et le titre Stomping System sera classé sixième dans les charts au Royaume-Uni.
IL s'agira donc d'un succès mineur qui lui permettra néanmoins d'attirer l'attention et de produire le groupe Bomfunk MC's, qui avec son premier album In Stereo, dont est extrait le titre Freestyler, sera premier des ventes européennes en l'an 2000.
Il s'occupera aussi de la production de Darude (sous son label spécialisé en musique "dance" 16 Inch Records), un artiste de la scène "trance", avec lequel il signera le titre le titre Sandstorm qui sera sept semaines numéro un en Finlande, avant de se vendre dans le monde entier à deux millions d'exemplaires.
Il est également un des plus célèbres remixeur de Finlande, reprenant par exemple des titres de Britney Spears ou Ricky Martin.
Il a produit le groupe finlandais Mighty 44 et est un des membres du groupe Dallas Superstars, aux côtés de Heikki Liimatainen. Leur premier album en 2003 contenait le titre I Feel Love qui a été classé numéro un en Finlande et Suède (Finnish et Swedish Dance Charts) et le titre Fast Driving a été classé numéro quatre au Royaume-Uni (UK Club Chart).